# Eupithecia julia
Eupithecia julia es una especie de polilla de la familia Geometridae. La especie fue descrita por primera vez por Mironov y Galsworthy, habiendo sido descrita en 2004, con distribución en las montañas a lo largo de la provincia de Sichuan en China. Es una polilla de color marrón anaranjado con alas blanquecinas. Cuenta con una envergadura de unos 19 a 23 milímetros (0,7 a 0,9 plg).